# James Marape
James Marape (24 de abril de 1971) é um político papuásio, sendo o 9.º e atual primeiro-ministro de seu país Ele é membro do Parlamento Nacional de Papua-Nova Guiné desde julho de 2007, representando o eleitorado do distrito de Tari-Pori na província de Hela, nas terras altas.
Em 30 de maio de 2019, foi nomeado, eleito e empossado como o 8º Primeiro Ministro da Papua-Nova Guiné pelo Parlamento Nacional.